# Ferrari 643
El Ferrari 643 fue un monoplaza de Fórmula 1 construido por Ferrari para la temporada 1991. Se introdujo en el Gran Premio de Francia de 1991 en reemplazo del Ferrari 642. Alain Prost consiguió cuatro podios con este modelo, mientras que su compañero, Jean Alesi, consiguió tres. Al igual que su antecesor, fue diseñado por Steve Nichols y Jean-Claude Migeot y tenía un motor V12. Visualmente se notaba una nariz más levantada que el 642.
El bajo rendimiento de la temporada fue la principal razón de las quejas de Prost contra Ferrari, quien fue finalmente despedido del equipo. Según el francés, la conducción del monoplaza era comparable con la de un camión.
El 643 consiguió 39,5 puntos y seis podios de un total de 55,5 puntos y ocho podios que obtuvo la escudería en 1991. Ferrari terminó tercero en el Campeonato Mundial de Constructores 1991, detrás de McLaren y Williams.

## Resultados

### Fórmula 1
(Clave) (negrita indica pole position) (cursiva indica vuelta rápida)

| Año     | Motor            | Neu. | N.º | Pilotos           | 1   | 2   | 3   | 4   | 5   | 6   | 7   | 8   | 9   | 10  | 11  | 12  | 13  | 14  | 15  | 16  | Puntos | Pos. |
| ------- | ---------------- | ---- | --- | ----------------- | --- | --- | --- | --- | --- | --- | --- | --- | --- | --- | --- | --- | --- | --- | --- | --- | ------ | ---- |
| 1991    | Tipo 291 3.5 V12 | G    |     |                   | USA | BRA | SMR | MON | CAN | MEX | FRA | GBR | GER | HUN | BEL | ITA | POR | ESP | JPN | AUS | 55.5*  | 3.º  |
| 1991    | Tipo 291 3.5 V12 | G    | 27  | Alain Prost       |     |     |     |     |     |     | 2   | 3   | Ret | Ret | Ret | 3   | Ret | 2   | 4   |     | 55.5*  | 3.º  |
| 1991    | Tipo 291 3.5 V12 | G    | 27  | Gianni Morbidelli |     |     |     |     |     |     |     |     |     |     |     |     |     |     |     | 6   | 55.5*  | 3.º  |
| 1991    | Tipo 291 3.5 V12 | G    | 28  | Jean Alesi        |     |     |     |     |     |     | 4   | Ret | 3   | 5   | Ret | Ret | 3   | 4   | Ret | Ret | 55.5*  | 3.º  |
| Fuente: |                  |      |     |                   |     |     |     |     |     |     |     |     |     |     |     |     |     |     |     |     |        |      |

- * Incluye puntos obtenidos por el Ferrari 642.